# Kimberly Quinn
Pour les articles homonymes, voir Quinn.
Kimberly Quinn est une actrice, scénariste et productrice américaine née en 1961.

## Biographie
Elle est connue dans le rôle de Thelma dans Complot à la Maison-Blanche.

## Filmographie

### Actrice

#### Cinéma
- 1999 : Winding Roads : Rene Taylor
- 2005 : Pulled Over : la femme
- 2006 : Complot à la Maison-Blanche : Thelma
- 2007 : Look : Joan Krebbs
- 2008 : The Beneficiary : Margaret Williams
- 2008 : Blind : Kelly Lewis
- 2010 : Roshambo : Carol Burgess
- 2010 : Bed and Breakfast: Love is a Happy Accident : Amanda
- 2010 : I Want Candy : Carol
- 2014 : La Reine des jeux : Laura
- 2014 : St. Vincent : Ana l'infirmière
- 2015 : Frayed : Elle
- 2016 : Les Figures de l'ombre : Ruth
- 2017 : Un Noël à El Camino : Jewels
- 2018 : The Take Off : Myrtle Mayburn

#### Télévision
- 1995 : Ménage à trois : Janet (1 épisode)
- 1995 : Ned et Stacey : Rhonda (1 épisode)
- 1998 : Susan! : Julie (2 épisodes)
- 1998 : Nash Bridges : Rebecca Taylor (1 épisode)
- 2001 : Diagnostic : Meurtre : Ellen Sharp (1 épisode)
- 2002 : Diagnosis Murder: Without Warning : Ellen Sharp
- 2004 : I'm with Her : Laura Malone (1 épisode)
- 2004 : La Vie avant tout : Linder Kerrigan (1 épisode)
- 2004 : Cold Case : Affaires classées : Kay Lang en 1953 (1 épisode)
- 2004 : New York Police Blues : Annabelle Rhulen (1 épisode)
- 2006 : FBI : Portés disparus : Stéphanie Heller (1 épisode)
- 2006 : Courting Alex : Cassandra (2 épisodes)
- 2006-2007 : Dr House : Wendy l'infirmière (2 épisodes)
- 2007 : Murder 101: College Can Be Murder : Kelly Fogelle
- 2007-2008 : Mon oncle Charlie : Donna (2 épisodes)
- 2008 : Les Experts : Manhattan : Bonnie Dillard (1 épisode)
- 2009 : La Vie secrète d'une ado ordinaire (1 épisode)
- 2009 : Possible Side Effects : Lynn Hunt Salinger
- 2010 : Terriers : Gretchen Adler-Seiter (13 épisodes)
- 2012 : Up All Night : Dawn (1 épisode)
- 2013-2014 : Twisted : Tess Masterson (20 épisodes)
- 2016 : Grey's Anatomy : Reena Thompson (1 épisode)
- 2017 : Gypsy : Holly Faitelson (5 épisodes)

### Scénariste
- 1999 : Winding Roads
- 2015 : Frayed
- 2019 : The Fourteenth Goldfish

### Productrice
- 1999 : Winding Roads
- 2010 : Roshambo
- 2010 : I Want Candy
- 2014 : St. Vincent
- 2015 : Silent War
- 2015 : Frayed
- 2016 : Les Figures de l'ombre
- 2017 : Un Noël à El Camino
- 2019 : The Fourteenth Goldfish